# 19-й армейский корпус (Российская империя)
19-й армейский корпус — общевойсковое соединение (армейский корпус) Русской императорской армии.

## История
Соединение сформировано Высочайшим приказом о чинах военных, от 17 сентября 1894 года, в Варшавском военном округе в составе управления, 2-й и 38-й пехотных дивизий и 7-й кавалерийской дивизии. Штаб корпуса находился в Брест-Литовске (Гродненская губерния).
К началу Первой мировой войны формирование по-прежнему входило в Варшавский ВО. Из его состава выбыла 2-я пехотная дивизия, вместо которой была включена 17-я пехотная дивизия.
К 5 августа 1914 года корпус в составе 5-й армии находился в составе Юго-Западного фронта.
Армейский корпус № 19 — активный и успешный участник Галицийской битвы 1914 года, а также:
- Варшавско-Ивангородская операция (осень 1914 года)
- Лодзинская операция (осень 1914 года)
- боевые действия в Прибалтике (май — июнь 1915 года)[3][4][5][6]
- Минно-подземная борьба под Иллукстом в 1916 году[7].

## Состав
Состав корпуса, на 18 июля 1914 года:
- управление (штаб-квартира — Брест-Литовск)
- 17-я пехотная дивизия
  - 1-я бригада
    - 65-й пехотный Московский полк
    - 66-й пехотный Бутырский полк

  - 2-я бригада
    - 67-й пехотный Тарутинский полк
    - 68-й лейб-пехотный Бородинский полк

  - 17-я артиллерийская бригада
- 38-я пехотная дивизия
  - 1-я бригада
    - 149-й пехотный Черноморский полк
    - 150-й пехотный Таманский полк

  - 2-я бригада
    - 151-й пехотный Пятигорский полк
    - 152-й пехотный Владикавказский полк

  - 38-я артиллерийская бригада
- 7-я кавалерийская дивизия
  - 1-я бригада
    - 7-й драгунский Кинбурнский полк
    - 7-й уланский Ольвиопольский полк

  - 2-я бригада
    - 7-й гусарский Белорусский полк
    - 11-й Донской казачий полк

  - 7-й конно-артиллерийский дивизион
- 1-я Донская казачья дивизия
  - 1-я бригада
    - 9-й Донской казачий полк
    - 10-й Донской казачий полк

  - 2-я бригада
    - 13-й Донской казачий полк
    - 15-й Донской казачий полк

  - 1-й Донской казачий артиллерийский дивизион
- 19-й мортирно-артиллерийский дивизион
- 2-й тяжёлый артиллерийский дивизион
- 19-й сапёрный батальон

## Командование корпуса

### Командиры корпуса
- 17.09.1894 — 24.10.1900 — генерал-лейтенант (с 06.12.1898 генерал от инфантерии) Гурчин, Александр Викентьевич
- 24.10.1900 — 29.11.1903 — генерал-лейтенант Крюков, Григорий Васильевич
- 11.12.1903 — 11.09.1904 — генерал-лейтенант Топорнин, Дмитрий Андреевич
- 09.10.1904 — 23.05.1905 — генерал-лейтенант Резвый, Дмитрий Модестович
- 01.06.1905 — 04.10.1906 — генерал-лейтенант Гапонов, Леонтий Васильевич
- 06.10.1906 — 09.05.1914 — генерал-лейтенант (с 06.12.1908 инженер-генерал) Саранчов, Евграф Семёнович
- 09.05.1914 — 12.06.1915 — генерал-лейтенант (с 06.12.1914 генерал от инфантерии) Горбатовский, Владимир Николаевич
- 24.06.1915 — 16.11.1915 — генерал-лейтенант Долгов, Дмитрий Александрович
- 16.11.1915 — 08.04.1917 — генерал-лейтенант Веселовский, Антоний Андреевич
- с 19.04.1917 — генерал-лейтенант Антипов, Владимир Васильевич

### Начальники штаба корпуса
- 17.09.1894 — 27.09.1896 — полковник (с 14.11.1894 генерал-майор) Дюбюк, Фёдор Александрович
- 18.10.1896 — 13.12.1897 — генерал-майор Арцишевский, Иван Игнатьевич
- 05.01.1898 — 31.08.1900 — генерал-майор Клауз, Павел Фёдорович
- 12.10.1900 — 31.07.1902 — генерал-майор Ордынский, Василий Денисович
- 08.10.1902 — 02.10.1908 — генерал-майор Суликовский, Сигизмунд-Михаил Феликсович
- 12.02.1908 — 05.05.1910 — полковник (с 13.04.1908 генерал-майор) Бенескул, Владимир Онуфриевич
- 22.05.1910 — 04.04.1915 — генерал-майор Асмус, Константин Владимирович
- 14.05.1915 — 29.04.1917 — генерал-майор Федотов, Александр Ипполитович
- 29.04.1917 — 03.06.1917 — полковник Чернавин, Виктор Васильевич
- с 14.06.1917 — полковник (с 21.11.1917 генерал-майор) Зальф, Артур Августович

### Начальники артиллерии корпуса
В 1910 году должность начальника артиллерии корпуса была заменена должностью инспектора артиллерии.
Должность начальника / инспектора артиллерии корпуса соответствовала чину генерал-лейтенанта. Лица, назначаемые на этот пост в чине генерал-майора, являлись исправляющими должность и утверждались в ней одновременно с производством в генерал-лейтенанты
- 04.11.1894 — 27.10.1899 — генерал-майор (с 14.11.1894 генерал-лейтенант) Михайлов Дмитрий Иванович
- 05.12.1899 — 01.03.1903 — генерал-майор (с 14.04.1902 генерал-лейтенант) Литвинов, Алексей Павлович
- 28.03.1903 — 13.08.1905 — генерал-майор (с 17.04.1905 генерал-лейтенант) Добужинский, Валериан Петрович
- 13.08.1905 — 03.05.1906 — генерал-лейтенант Воротников, Марк Семёнович
- 12.06.1906 — 24.08.1906 — генерал-майор Кобозев, Евграф Николаевич
- 05.04.1907 — 21.06.1907 — генерал-лейтенант Атабеков, Андрей Адамович
- 12.09.1907 — 21.03.1908 — генерал-майор Слюсаренко, Владимир Алексеевич
- 21.03.1908 — 08.10.1908 — генерал-лейтенант Мусселиус, Андрей Робертович
- хх.10.1908 — 16.12.1908 — генерал-майор Глазенап, Георгий Александрович
- 16.01.1909 — 14.04.1916 — генерал-майор (с 06.12.1909 генерал-лейтенант) Колокольцов, Константин Васильевич
- 13.05.1916 — 05.04.1917 — генерал-майор Мусхелов, Иван Леванович
- с 28.04.1917 — генерал-майор Бенуа, Александр Михайлович

### Корпусные интенданты
Должность корпусного интенданта соответствовала чину полковника. Лица, имевшие при назначении более низкий чин, являлись исправляющими должность и утверждались в ней при производстве в полковники
- хх.хх.1896 — не ранее 1898 — подполковник Харитонов, Николай Константинович
- хх.хх.1899 — хх.хх.1900 — полковник Браккер, Виктор Александрович
- 31.12.1900 — 10.03.1904 — подполковник (с 06.12.1903 полковник) Кошкарев, Константин Николаевич
- 24.04.1904 — после 01.01.1910 — полковник Флевицкий, Иван Иванович
- 30.05.1910 — после 01.03.1914 — полковник Руберт, Андрей Михайлович

### Корпусные врачи
- хх.хх.1895 — 25.05.1903 — действительный статский советник Сланчевский, Николай Константинович
- 25.05.1903 — не ранее 1911 — статский советник (с 06.12.1904 действительный статский советник) Мороховец, Илларион Захарович